# Menipposz (földrajzi író)
Menipposz (1. század) görög földrajzi író.

## Élete
Pergamonból származott, Augustus és Tiberius római császárok korában élt. Írt egy „Periploé thé entoé Jalatté” című művet három részben, amely elveszett. Egyetlen töredék maradt fenn tőle, Marcianus hézagos kivonatában.